# PlanetSide 2
 (mars 2020).
 (janvier 2021).
PlanetSide 2 est un jeu vidéo de tir à la première personne en ligne massivement multijoueur free to play édité par Daybreak Game Company et sorti le 20 novembre 2012. Il s'agit de la suite de PlanetSide, sorti en 2003.
Officiellement annoncé le 7 juillet 2011 au Sony Fan Fair, le second volet utilise un nouveau moteur de jeu et supporte jusqu'à deux mille joueurs par continent en situation de conflit continu à grande échelle,. Tout comme dans le premier opus, PlanetSide 2 met en scène l'affrontement entre trois factions se battant pour le contrôle de la planète Auraxis.
En 2019, Daybreak Game Company crée puis transfère la gestion du jeu à Rogue Planet Games.
En 2020, une importante mise à jour a lieu sur les serveurs PC et PS4 avec l'entrée des Collosus et des Bastions, 
Fin novembre 2020, Rogue Planet Games sort une autre mise à jour intitulée "The Shatered Warpgate", il s'agit d'une campagne se déroulant sur Esamir ou une des warpgate (spawn) du continent a explosé, les joueurs doivent enquêter sur la cause de cette explosion.

Selon le Livre Guinness des records, le jeu détient depuis 2015 le record du plus grand nombre de joueurs au même moment et au même lieu.

## Histoire

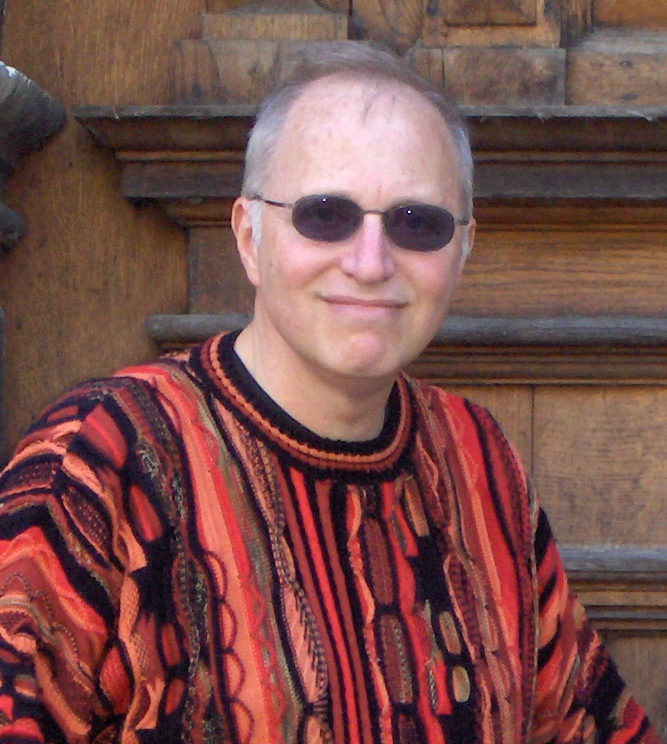
Marv Wolfman, scénariste de l'histoire

Le jeu prend place 300 ans après la découverte d'Auraxis. Il est à noter que les premiers événements relatés ont lieu quelques années auparavant. Après que la Terre fut proche de la ruine des suites d’une guerre dévastatrice, les gouvernements du monde parvinrent à un consensus et s’unifièrent derrière un même étendard, celui de la République Terrane.
L'événement déclencheur est la brève apparition d'une brèche dans l'espace découverte par Tom Connery, sans le moindre indice pouvant l'expliquer. L’ex-président de la République Terrane - Tom Connery - était persuadé que ce trou noir n'était autre que le signe de l’existence d'une vie extra-terrestre et prit la décision de lancer une expédition. Celle-ci, menée vers la Ceinture de la Lune, permit la récupération d'un artefact d'origine extraterrestre qui incita Connery à démarrer une seconde expédition spatiale. De nombreux vaisseaux de la République Terrane voyagèrent à travers la brèche dans l'espace, qui était mystérieusement réapparue, et se retrouvèrent bloqués à la suite de la fermeture de ce dernier qui emporta en même temps une partie de la flotte. Ils ne savaient pas où ils avaient été envoyés et leur situation devint vite désespérée. En raison de l’épuisement mental de l’équipe et de la limite du stock de provision, des couvre-feux stricts furent appliqués. Plus tard, un vote eut lieu à propos de la nécessité de ces mesures. Le vote positif l’emporta, mais de très peu. Un second vote fut demandé. Cependant, une bombe terroriste détruisit le navire sur lequel le vote devait se tenir, tuant tout le monde à bord, y compris Connery. Les couvres-feux continuèrent. Plus tard, l’expédition découvrit une planète habitable qu'ils nommèrent Auraxis, ainsi que la technologie Vanu, ou technologie des anciens, baptisée ainsi à la suite d'une vision de Connery qu'il eut au contact de l’artefact. Parmi cette vaste technologie, il y avait la « Chambre de Renaissance », capable de ressusciter et soigner n’importe quelle personne de n’importe quelle blessure avec seulement une petite quantité de code génétique. Ceci enleva le principal outil de contrôle de la République Terrane sur Auraxis : la peur. Ainsi, la République bannit toute utilisation de cette technologie. Cependant, certains scientifiques continuèrent à l’utiliser et formèrent la Souveraineté Vanu, ce qui fit que les Terrans commencèrent à se militariser pour les contrôler. Mais un groupe de séparatistes se forma sous le nom de Nouveau Conglomérat et volèrent plusieurs armes venant de cette militarisation. De ce fait, exactement 175 ans après la mort de Tom Connery et de plusieurs leaders de la République, la guerre entre la République Terrane et le Nouveau Conglomérat éclata. Par la suite, les séparatistes attaquèrent aussi les scientifiques qui travaillaient sur la technologie alien, la Souveraineté Vanu, ce qui les fit entrer ces derniers dans cette guerre fratricide. Cela empêcha toute recherche pour trouver un moyen de reprendre contact avec la Terre, la guerre d’Auraxis faisant toujours rage depuis.
Dans le premier PlanetSide, il y avait dix continents sur Auraxis, bien que seuls neuf fussent jouables, le dernier étant Indar, le continent désertique de PlanetSide 2. Les continents jouables originaux étaient : Solsar, Hossin, Cyssor, Ishundar, Forseral, Ceryshen, Searhus, Amerish et Oshur, bien que ce dernier fut détruit dans une extension de PlanetSide et forma un continent plus petit de style « Île de bataille ». Il est actuellement impossible de dire si tous les continents se retrouveront sur "PlanetSide 2".
Bien que l'histoire soit très semblable à l'originale, Sony Online Entertainment LLC (SOE) a annoncé que l'auteur Marv Wolfman a rejoint l'équipe pour écrire celle-ci. C’est la première fois que l’histoire de PlanetSide fut ainsi détaillée.

### Empires

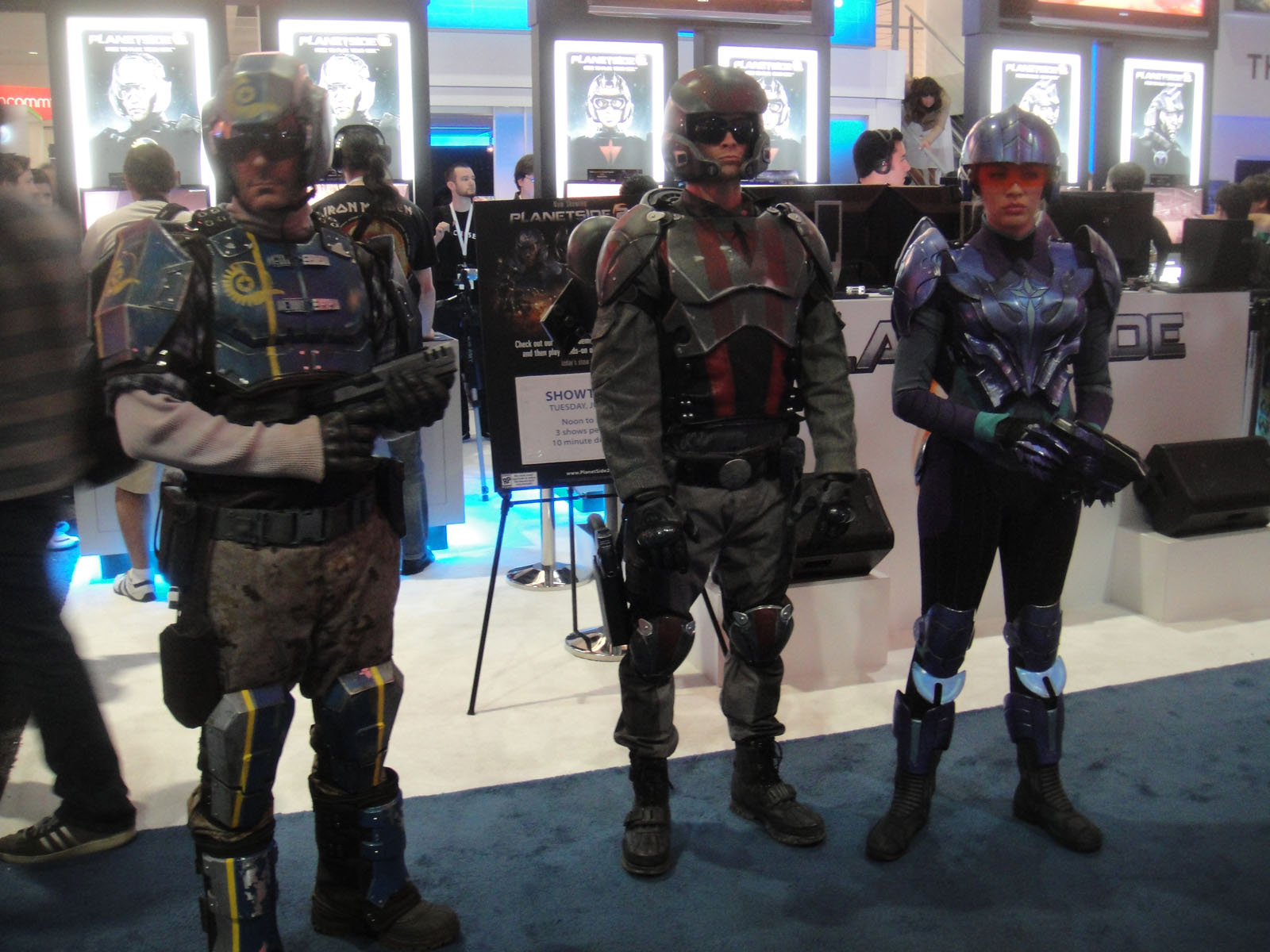
Soldats de Planetside

#### République Terrane (RT)
La république Terrane est un gouvernement autoritaire qui utilise la force militaire afin de maintenir un contrôle strict sur les colons. Cette dernière est obsédée par le respect de la loi et des ordres et est ainsi vue par certains comme une force oppressive et dictatoriale, bien que beaucoup pensent qu’elle est le seul moyen pour garantir la sécurité sur Auraxis. Ils portent les couleurs rouge et noir. C'est une faction qui a tendance à abriter des joueurs de haut niveau.
Leurs armes ont une bonne cadence de tir dans l'ensemble et des chargeurs plus grands (par exemple, 40 balles de carabine au lieu de 30 pour le NC) mais chaque balle fait moins de dégâts. Dans l'ensemble, elles semblent avoir la puissance de feu la plus élevée de toutes les factions. Elles tirent des balles de couleur rouge.

#### Nouveau conglomérat (NC)
Le Nouveau Conglomérat opère comme une bande organisée de combattants libres, qui expriment leur véhémence à l'égard de la République Terrane sur Auraxis. Dirigé par un groupe inhabituel de parias, industriels et pirates, le Nouveau Conglomérat est puissant et prêt à se séparer de l’oppression par tous les moyens nécessaires. Ils portent les couleurs bleu et jaune. C'est une faction qui a tendance à être relativement populaire.
Leurs armes infligent plus de dégâts dans l'ensemble mais ont une cadence de tir plus faible et un recul plus élevé. Elles tirent des balles de couleur jaune. Les fusils à pompe du NC ont également tendance à être plus puissants.

#### Souveraineté Vanu (SV)
Les Vanu sont convaincus que le seul moyen d'évolution est l’utilisation du pouvoir offert par la technologie des anciens. Ils sont une faction avancée et rusée, utilisant leur puissante technologie extraterrestre sur les champs de bataille. Leur but est de découvrir le secret caché derrière d’anciens artefacts dispersés en Auraxis et de détruire quiconque s’opposerait à eux. Ils portent le violet comme couleur.
Leurs armes sont précises, et ne sont pas affectées par la gravité, sauf pour certains fusil de précision. Elles tirent des balles de couleur violettes. Une particularité est que le rechargement est généralement très rapide. Leurs caractéristiques se situent en général entre celles de la RT et du NC. Leurs armes sont marquées par de nombreuses fonctionnalités alternatives (préchargement, balles explosives, etc.).

#### Nanite Systems Operatives (NSO)
Nanite Systems Operatives est une faction qui avait été présentée le 20 novembre 2018, à l'occasion du 6e anniversaire du jeu. Elle dispose d'un statut différent de celui des autres factions. En effet, elle offre au joueur la possibilité de combattre en tant qu'androïde mercenaire, qui est déployé en fonction de la population des zones et qui peut donc œuvrer pour n'importe quelle faction et alterner entre les factions.Selon les développeurs, la faction avait été créée pour équilibrer l'écart de force entre les factions.

## Système de jeu

### Caractéristiques
PlanetSide 2 est une nouvelle imagination de PlanetSide, comportant le même monde, les mêmes factions et se déroulant à la même période. La caractéristique principale est le contrôle de territoires dans un monde ouvert, avec de grandes batailles pouvant impliquer jusqu'à deux mille joueurs par continents, à pied, en véhicule ou dans les airs. Le système de contrôle du territoire diffère grandement de l’original, il est basé sur un système de territoires hexagonaux. Sony Online Entertainment (SOE) a pris conscience des problèmes d’équilibre du premier opus. Comme déclaré par Matthew Higby, le directeur créatif, les combattants sont aidés lorsqu’ils sont en sous-effectif par des mécanismes d'équilibrage.
Le jeu est plus rapide que l’original et supporte potentiellement des milliers de joueurs. Il présente aussi de nombreux caractères typiques des FPS récents comme le sprint, l’Iron Sight (mire métallique), les boucliers auto-régénératifs.
Des capacités peuvent être débloquées avec deux types de monnaies, l'une étant payante et l'autre non. Sur certains véhicules, notamment sur les chasseurs, l'absence d'armes efficaces par défaut a tendance à donner un avantage significatif à certains joueurs, d'autant plus que ces dernières sont chères à débloquer. Le jeu dispose aussi d’un cycle unique de Jour/Nuit, ce qui signifie que les batailles se produisent à des moments différents de la journée, affectant les méthodes générales de jeu.

### Classes
Le jeu possède un système de classes prédéfinies, avec des arbres à progression multiples. Le jeu propose six classes possédant toutes, sauf les X.A.M. , une arme de poing et un couteau de combat.
- Assaut léger : un soldat muni d’un jetpack, pouvant employer une variété de grenades et d'explosifs et armé d'une carabine par défaut. C'est une classe polyvalente, permettant l'infiltration, de faire des embuscades, ou de lutter efficacement contre les véhicules, grâce à une tactique consistant à poser du C-4, un explosif très puissant, sur les véhicules ennemis afin de les détruire. L'assaut léger possède également un « fusil à roquelettes », lui permettant de tirer des roquettes, ce qui lui confère un atout supplémentaire contre les véhicules, blindés ou non.
- Assaut lourd : infanterie anti-unité et anti-véhicule, qui peut se doter d'armes lourdes de sa faction, de mitrailleuses légères, de fusils ou de mitrailleuses lourdes (République Terrane uniquement) et de lance-roquettes. La classe peut se spécialiser davantage sur le jeu antiaérien ou antichar. Sa particularité est de posséder des boucliers plus puissants, qui lui donnent un avantage significatif au combat rapproché. Cela fait de l'assaut lourd la classe de combat au corps à corps par excellence.
- Médecin : une classe chargée de redonner de la santé aux joueurs et de les faire revivre sur le terrain grâce à un applicateur médical, armée d'un fusil d'assaut et d'un pistolet. C'est une classe de support très utile. Elle est également connue pour donner de grandes quantités de points d'expériences au prix de risque minimes dans certaines situations, ce qui en fait aussi une classe de farming. Les médecins ont également accès à des armes de corps à corps très puissantes.
- Ingénieur : une classe chargée de la réparation des véhicules ainsi que de la fortification (tourelle anti-infanterie, anti-aérienne, terminaux ...), pouvant déployer des munitions et des tourelles, et armée d'une carabine par défaut. Elle est très utilisée par les pilotes de véhicules terrestres et aériens car elle leur permet de réparer rapidement leur véhicule. C'est une classe spécialisée dans la défense statique.
- Infiltré : un saboteur capable de se rendre invisible, de pirater des consoles ou les tourelles ennemies et de repérer des soldats adverses. Il est armé d’un fusil de sniper par défaut, ou d'une SMG, et d'un pistolet. Il est aussi équipé d'un radar permettant de détecter la présence ennemie. Un camouflage spécial peut le rendre invisible indéfiniment s'il est statique, ce qui en fait une classe de harcèlement très efficace. Ils jouent également un rôle de sniper important dans les combats à découvert.
- Exo-armure d'assaut mécanisée (X.A.M.) : un puissant exosquelette capable d’encaisser de nombreux dégâts. Il ne peut être soigné que par un ingénieur, et ressuscité seulement par un médecin. Il peut être armé avec une variété d’armes incluant des armes anti-infanterie, anti-armure, et anti-aériennes. Il ne s’agit pas d’une classe comme les autres, il faut dépenser des nanites (points de ressources) pour l'équiper, et l'achat ne peut se faire qu'auprès d'un terminal d'équipement, et non à partir de la carte lors de la réapparition. Ce type d'unités est déterminant lors de combats. Il vaut de quatre à cinq soldats au combat au corps à corps, mais il nécessite un soutien logistique conséquent en ingénieurs pour la réparation et le ravitaillement en munitions. Les MAXs sont également très liés à leur faction. La majorité de leurs armes se démarquent clairement des autres factions.

Les classes ne sont pas liées à un personnage, et peuvent être changées après la mort lors de réapparition ou bien via un terminal d'équipement standard.

### Véhicules
Il y a douze véhicules dans le jeu. Les véhicules de la société indépendante NS (Nanite Systems) sont disponibles dans toutes les factions.
Nanite Systems
- Flash (quad) : véhicule léger pouvant transporter 2 soldats et peu résistant. Il est principalement utilisé pour le transport, mais peut aussi être équipé d'une arme. Les 2 soldats sont exposés à l'environnement extérieur, ils sont donc vulnérables à toute attaque. Sa capacité à se camoufler dans certaines conditions en fait aussi un bon véhicule de reconnaissance. Son autre atout est de pouvoir s'équiper d'un radar détectant les ennemis à une distance de plusieurs dizaines de mètres.
- Offenseur (buggy) : véhicule de 3 places peu résistant et très rapide. Le pilote ne peut pas tirer, la seconde place est équipée d'une tourelle et en troisième place se trouve un siège en dehors de l'habitacle, exposé à l'environnement extérieur. La tourelle pouvant disposer de canons de moyenne puissance, il peut être utilisé en tant que véhicule de traque et de chasse de chars. En effet, il est souvent trop rapide pour les tourelles de véhicules lourds et difficile à viser.
- Disperseur (transport de troupes terrestre) : véhicule 12 places très résistant et lent. Chaque disperseur est une unité de réapparition mobile, permettant aux joueurs, lorsqu'il est déployé, de réapparaître dessus après leur mort. Il peut aussi être équipé de systèmes de réparation ou de ravitaillement pour véhicules, ce qui le rend précieux dans les batailles rangées de tanks.
- Foudre (tank léger) : Il s'agit d'un char d'assaut monoplace affublé d'un nom faisant référence à sa grande rapidité de déplacement, pouvant, avec le canon de base, tirer 6 obus d'affilée. Il est inférieur à n'importe quel char lourd spécifique, mais coûte moins cher et se trouve plus facilement. Il est également plus adapté contre la lutte anti-infanterie et anti-véhicules légers (offenseurs et flashs) grâce à sa cadence de tir.
- Libérateur (avion d'attaque lourd) : bombardier de 3 places. Le pilote a une mitrailleuse. La seconde place est équipée d'armes conçues pour attaquer les véhicules et les infanteries ennemies se trouvant au sol. La troisième place est équipée d'armes anti-aériennes. Son rôle est généralement d'appuyer les troupes au sol en détruisant les tanks adverses grâce à une véritable tourelle de char. Il nécessite néanmoins une bonne coordination entre l'équipage.
- Galaxie (transport de troupes aérien) : aéronef possédant 12 sièges, dont 4 tourelles. Le pilote ne peut pas tirer. Il est utilisé surtout pour le transport, mais peut détruire des cibles. Lorsqu'un joueur descend d'un Galaxie, il ne subit aucun dégât de chute. C'est un véhicule d'attaque et de contre-attaque très efficace. Les joueurs appartenant à une même escouade peuvent réapparaître à l'intérieur même du véhicule. Il offre ainsi un point de réapparition intéressant, car permettant par exemple de directement arriver sur l'objectif.
- Valkyrie : avion d'attaque rapide possédant 6 places dont 1 tourelle et 4 rumble seats. Le Valkyrie a plusieurs utilisations possibles, il peut être utilisé pour déployer de petites escouades et servir d'avion de transport, mais il peut être meurtrier avec une équipe coordonnée. C'est l'équivalent d'un galaxie léger pour petites escouades.
- Transport de nanites avancé (TNA) : dernier véhicule ajouté, le TNA permet de récolter du cortium, un minerai d'Auraxis, afin de construire des bases et autres installations. Il s'agit d'un véhicule blindé dont la résistance est similaire à celle du disperseur. Il peut accueillir 4 soldats et une tourelle est disponible à l'achat pour protéger le véhicule. Cependant, il ne s'agit pas d'un véhicule de combat et le conducteur ne dispose d'aucune arme.
- Char Lourd Collosus : dernier véhicule ajouté, le Collosus est un char lourd a 5 place avec 1 canon lourd et 4 tourelles qui est un excellent moyen pour détruire un Bastion
- Vaisseau "Bastion" : devenue le véhicule le plus imposant du jeu, le bastion est un vaisseau spatial qui permet de bombarder les troupes au sol et sert également de "porte-avion volant" (les bastion sont limités à un par faction).

Souveraineté Vanu
- Aérochar (char lourd) : char d'assaut biplace se déplaçant en lévitation, équipé en première place d'un canon plasma, qui permet au conducteur de tirer, et en deuxième place d'une mitrailleuse standard. Attention cependant : sur Pc l'aérochar s'oriente avec la souris, le conducteur qui oriente son canon oriente par la même occasion le véhicule tout entier. La mitrailleuse peut-elle tourner indépendamment. Son principal avantage est d'être capable de toujours faire face à l'ennemi.
- Faucheuse (avion d'attaque léger) : Chasseur de la Souveraineté Vanu, c'est un avion léger et habile. La faucheuse est maniable, et précise en virage. Pas ou peu de "drift". Elle est connue pour son profil de face très fin, ce qui la rend difficile à toucher de face. Néanmoins, vu du dessous ou du dessus, sa surface est très importante ce qui la rend plus vulnérable face à la DCA[11].

Nouveau conglomérat
- Éclaireur (char lourd) : char biplace équipé d'une mitrailleuse et d'une tourelle. Ce char a par défaut un meilleur blindage.
- Ravageur (avion d'attaque léger) : chasseur du Nouveau conglomérat, c'est un avion lourd avec une grande puissance de feu. Il a une très bonne puissance en vol stationnaire. En virage, il a tendance à perdre beaucoup de vitesse, ce qui peut être considéré comme un avantage ou un inconvénient[12].

République terrane
- Prédateur (char lourd) : Char biplace équipé d'une mitrailleuse et d'une tourelle pouvant tirer 2 obus d'affilée.
- Mosquito (avion d'attaque léger) : Chasseur de la République terrane, c'est un avion léger et rapide. Le mosquito va plus vite que les 2 autres avions, mais il n'est pas précis en virage[13].

### Continents
La planète Auraxis est divisée en plusieurs continents : 
- Esamir, un continent glaciaire très ouvert, favorisant les combats à distance, mécanisés et aériens. Fin 2020 le continent a été victime d'une catastrophe naturelle majeur provoqué par l'explosion de la warpgate nord-est, les alentours sont ravagés par le cataclysme et un ecosysteme contaminée nait près de la warpgate détruite.
- Indar, un continent chaud et désertique au relief très prononcé, qui favorise les combats d'infanterie et est considéré comme un des continents « préférés » des joueurs. C'est là que les combats sont les plus intenses, à deux endroits notamment : dans un canyon où s'enchaînent plusieurs bases et menant aux deuxième endroit, le centre de la map. Il comporte la base The Crown qui est la plus attaquée du jeu, avec un autre avant-poste similaire et Zurvan Amp Station. Il s'agit d'un point de rencontre entre les trois empires et un carrefour de lattice links permettant les captures. Les batailles sont donc quasiment constantes et latentes dans cette région quand la population est importante.
- Amerish, un continent verdoyant et montagneux, il fait partie de l'un des plus modernes et des plus raffinés graphiquement. Il contient des installations particulièrement verticales et favorisant le combat d'infanterie au corps à corps.
- Hossin, un continent jungle marécageux, c'est le dernier continent ajouté et donc le plus moderne. La jungle paralyse quasiment les aéronefs, qui deviennent incapables d'attaquer les forces au sol ce qui en fait un continent de combat terrestre.
- Oshur est le prochain continent du jeu. Il s'agit d'un ensemble d'îles qui rassemble plusieurs biomes différents (forêts de cristaux, jungles, terres arides et grottes). Il disposera d'un nombre de bases plus réduit, favorisant un « style de jeu plus logistique ». Pour passer d'une île à l'autre, il sera nécessaire d'emprunter un aéronef, ce qui encouragera le combat aérien. Contrairement aux autres continents, Oshur sera dépourvu de warpgates. Elles seront remplacées par de grands vaisseaux de déploiement, les Bastion Fleet Carriers. Lorsqu'il est présenté pour la première fois le 31 août 2018, les développeurs déclarent qu'Oshur est encore au début de sa conception[14].

Un autre continent, Koltyr, a également été ajouté. Il s'agit d'un continent d'entraînement qui ne compte donc que six bases, dont 3 principales (Amp Station, Tech Plant et Bio Lab) et 3 grands avant-postes. Il n'est pas possible d'utiliser les véhicules aériens autres que spécifiques aux factions, et il existe d'autres restrictions en ce qui concerne les véhicules. Seuls les joueurs de niveau 15 ou moins y sont acceptés. L'autre particularité est que le nombre de joueurs autorisé est particulièrement bas. C'est le continent par défaut où apparaît le joueur quand il commence.

### Bases
(février 2021).
Le jeu comporte plusieurs types de bases : les grands avant-postes, les petits avant-postes et les grandes bases. La différence entre un petit et un grand avant-poste se situe au niveau du nombre de terminaux de contrôle (1 pour les petits, 3 ou 4 pour les grands). Les grandes bases, quant à elles, respectent un schéma précis. Elles se divisent en Tech Plant (centre technologique), Bio Lab (laboratoire biologique) et Amp Station. Il existe également un type d'avant poste très répandu, les Watchtower (tours d'observation). De manière générale, les petits avant postes ne sont connectés aux autres bases qu'avec deux latices links. Ils sont donc le théâtre de combat entre deux empires uniquement. Cela crée aussi des routes. Aux carrefours se situent les grands avant-postes et les grandes bases. Elles peuvent être le théâtre d'un triple combat (certaines, comme les Bio Lab, s'y prêtent particulièrement) et représentent un intérêt stratégique, car elles permettent de réduire le nombre de bases vulnérables.

#### Tech Plant
Les Tech Plant sont des bases constituées de plusieurs petits bâtiments avec un grand bâtiment central. Elles ne comptent qu'un point de contrôle et se défendent difficilement. Par contre, elles disposent sur leur toit de puissantes batteries anti-véhicules et anti-aérien qui confèrent un avantage lors de la défense de bases adjacentes. Ces batteries de tourelles ont entre autres l'avantage d'être surélevées.

#### Amp Station
Il existe deux types d'Amp Station : à un point de contrôle ou à trois. L'Amp Station à un point de contrôle est le modèle historique et ne compte qu'un seul point de réapparition appartenant à la faction qui contrôle la base. Le second type ajoute trois points de réapparition, appartenant quant à eux à la faction qui possède le point de contrôle associé. L'architecture générale est cependant la même : la base est dotée de deux niveaux de défense. Le premier est une muraille imposante flanquée de tours contenants des tourelles. Les véhicules peuvent accéder à l'intérieur de la base, mais il est nécessaire au préalable de détruire deux générateurs de bouclier qui défendent chacun une entrée. Le second niveau est le bastion, qui est défendu par deux boucliers qui doivent être désactivés en même temps pour être hors-service. Ces boucliers ont la particularité de ne pas laisser passer l'infanterie ennemie, mais les générateurs se trouvent à l'extérieur. Le bastion contient soit la SCU, soit le point de contrôle unique des modèles à un point de contrôle.

#### Bio Lab
Les Bio Lab ressemblent à des champignons géants. Ils sont constitués d'un dôme surélevé protégé des véhicules, c'est donc une base de combat d'infanterie rapproché intenses. Pour les attaquer, il faut contrôler soit un des deux ascenseurs menant aux plates-formes pour aéronefs, soit contrôler des plateformes de jumpads qui permettent également d'accéder aux plateformes, soit une base adjacente qui donne accès directement à l'intérieur de la base via un télé-porteur.
Elles jouent un rôle dans la défense et l'attaque des bases adjacentes car il est possible d'utiliser les jumpads et les téléporteurs dans les deux sens (dans le cas des téléporteurs, cela ne marche qu'en défense). Ces bases peuvent compter trois ou quatre points de contrôle. 
Sur Esamir, un biolab à quatre points est en plus équipé d'une muraille et de boucliers similaires à ceux d'une Amp Station, ce qui en fait un bastion redoutable.

#### Watchtower
Les Watchtowers sont des tours supportant quatre plateformes pour aéronefs, deux tourelles anti-aériennes, et plusieurs autres tourelles anti-chars. Le point de contrôle peut se situer à l'intérieur ou à l’extérieur, et c'est l'un des rares petits avant-postes à être capable de produire des aéronefs. Ces bases jouent donc un rôle prépondérant dans la domination de l'espace aérien. De plus, leurs plateformes abritent souvent des tireurs ou des soldats équipés de lance-missiles. Monter en haut de la tour est très difficile. Pour une unité ne possédant pas de jetpack, il faut passer par deux escaliers meurtriers et très exposés.

### Contrôle du territoire et ressources
(janvier 2021).
Le combat a lieu sur les continents d’Auraxis qui sont divisés en plusieurs territoires que chaque faction doit contrôler. Pour cela, les factions doivent capturer le ou les points de contrôle dans les bases qui sont souvent cachés derrière des boucliers anti-véhicules ou anti-infanterie qu’il faut désactiver. Si un continent entier est capturé par une faction, il est verrouillé d'accès. La faction reçoit alors un bonus sur les achats de véhicules, d’unités ou d’avions. Un continent ne peut être déverrouillé qu'en en verrouillant un autre par le biais d'une alerte de capture. La capture du territoire permet d’obtenir plus de ressources afin d’acheter des véhicules, des unités ou des avions.
Les points de ressources, aussi appelés nanites, étaient dans un premier temps divisés en trois unités distinctes, où chaque joueur bénéficiait de 750 points auto-régénératifs (infanterie pour XAM et explosifs, terrestre pour véhicules terrestres et aéronef pour véhicules volants). Un délai était imposé avant de reprendre un véhicule. Dans une mise à jour plus récente, dans l'optique de réguler l'achat et l'utilisation des véhicules, ces trois unités ont été regroupées en une seule et unique unité, fonctionnant de la même façon, excepté qu'il n'y avait plus de délai imposé; et cette fois-ci, pour tous les XAM, consommables et véhicules sans exception.
En 2020, 4 nouvelles ressources ont été ajoutées, trois d'entre elles sont utilisées pour fabriquer les collosus, les frappes orbitales ou encore les composants du bastion.

### Missions et directives
Le système de mission est en partie automatisé et en partie contrôlé par le commandant d'escouade (ou de section si elle contient plus de 12 joueurs). Il fournit des points focaux pour les joueurs à attaquer ou à défendre et aide les joueurs à entrer dans l'action rapidement.
Chaque joueur se voit attribuer des objectifs imposés par le jeu appelés directives. Il existe des directives pour chacune des classes détaillées ci-dessus, ainsi que pour les véhicules volants ou terrestres. Ces mêmes directives allouent, si complétées, des points de directives ainsi que, selon les cas, des accessoires, armes ou camouflages supplémentaires. Lors de son ajout, certains joueurs de haut niveau se sont plains que le jeu leur demande d'accomplir des missions de type "Basic training" (entrainement de base).

### Accréditations
Le joueur obtient tous les 250 points d’expérience un point d’accréditation. Avec eux, il peut acheter de nouvelles armes, des véhicules ou des unités existantes qu'il peut aussi améliorer. Les armes peuvent aussi être achetées via des DB (DayBreak Cash), que l'on obtient contre de l’argent réel. Il peut également recevoir des points d'accréditations en débloquant des récompenses. Tuer un ennemi valant 100xp, un point d'accrédiation vaut en moyenne 2,5 kills, ce qui fait que pour débloquer une arme de dernier niveau (1000 points d'accréditation) le joueur devra effectuer 2500 kills. En pratique, cela se situe plutôt aux alentours de 2000 ou 1500 voire moins grâce à des nombreux bonus. 
Le prix de nombreuses armes se situe aux alentours de 1 000 points d'accréditation. Les équipements secondaires (missiles) de chasseurs se situent quant à eux à 850. L'amélioration de capacité au dernier niveau peut coûter jusqu'à 1000 points d'accréditations. Chaque niveau jusqu'au niveau 10 rapportant 100 points d'accréditations, une stratégie consiste souvent à économiser au début pour rapidement acheter une arme de bon niveau. L'ajout de ce système et de bonus a eu tendance à faciliter l'obtention de points d'accréditation depuis le lancement du jeu. 

### Événements
Des événements sont souvent organisés à l'occasion des fêtes. On citera par exemple l'événement de Noël, où l'objectif principal est de trouver et de tuer des bonshommes de neige, ou l'événement d'Halloween où le principe est le même mais pour des citrouilles. En général, l'événement met au défi de trouver un bonhomme de neige/une citrouille spécifique et rarissime : le bonhomme de neige doré/la Galact'O Lantern. Chaque événement apporte souvent avec lui son lot de directives supplémentaires permettant de gagner des accessoires en lien avec le thème de l’événement (chapeaux de Noël ou masques Jack'O Lantern). Des événements double xp ont également lieu une fois par mois mais sont réservés aux "premiums".

## Éléments payants
Bien que le jeu soit gratuit, un système d'abonnement est présent, il permet d'accéder à différents avantages, tel que des réductions en jeu, des récompenses chaque mois, etc. Les différentes offres  vont de 15 $ par mois à 10 $ en fonction du nombre de mois que dure l'abonnement.
En plus d'une monnaie que l'on obtient en jouant, il existe également une monnaie parallèle payante qui donne accès à des éléments exclusifs. Lors du changement d'éditeur, passant de Sony Online Interactive à Daybreak, la monnaie payante a été renommée et tous les tarifs (y compris quelques non payants) ont diminué.

## Moteur du jeu
Le jeu utilise le moteur Forgelight Engine de SOE qui utilise Nvidia PhysX pour son moteur physique. Cela permet d’avoir des véhicules plus réalistes comparé à la précédente version du jeu, spécialement sur les véhicules aériens. De plus, un cycle jour/nuit est possible ainsi que la présence volumétrique de brouillard et de nuages où les joueurs peuvent se cacher. Les balles sont aussi liées au moteur physique, les joueurs doivent donc compenser la gravité, sauf pour la Souveraineté Vanu.
Un autre ajout comparé à PlanetSide est la distinction des différentes parties des véhicules et des soldats, permettant aux snipers de viser la tête par exemple.
Néanmoins, ce moteur est réputé pour être exigeant au niveau des composants de l'ordinateur. Ceci est notamment dû à la taille du monde (de l'ordre d'une centaine de km²) et à la présence de nombreux joueurs. Il a aussi été la source de problèmes au niveau du gameplay. 

## Version PS4
En juin 2013 un portage du jeu sur PlayStation 4 est annoncé. En juin 2014, Sony annonce que le jeu sera en free-to-play et ne nécessitera pas un abonnement au Playstation Plus, contrairement aux autres jeux en ligne sur PS4. En mars 2015 la beta européenne du jeu est disponible. Le jeu est sorti officiellement sur PS4 le 23 juin 2015. Il apporte quelques modifications mineures, mais l'essentiel du jeu est identique. Les serveurs PC et PS4 sont séparés. La qualité graphique est similaire à la qualité ultra sur PC. Contrairement à la version PC, tous les joueurs ont le même niveau de qualité graphique et de fluidité ce qui améliore l'équilibre.
Mi-Novembre 2020 le jeu est disponible sur PS5 avec des graphismes améliorés. 